# Juan Brull Viñoles
Pour les articles homonymes, voir Brull (homonymie).
Juan Brull Viñoles (Joan Brull Vinyoles) né à Barcelone le 25 janvier 1863 et mort dans la même ville le 3 février 1912 est un peintre espagnol.
Il fait partie des symbolistes catalans.

## Biographie
Juan Brull Viñoles est né à Barcelone, en Espagne. Il étudie à l'École de la Llotja et à Paris où il suit les cours de Raphaël Collin. Il travaille ensuite comme critique d'art pour le magazine Joventut. Il participe à divers groupes intellectuels de l'époque, notamment Els Quatre Gats et le Real Círculo Artístico de Barcelona (es). Il est également ami avec Ramon Casas et Santiago Rusiñol. En 1896[Information douteuse], il remporte la première place à l'Exposition internationale de Barcelone avec son œuvre Ensomni.
En 2009, la Fondation Caixa de Gérone organise une exposition rétrospective dans son Centre Fontana d'Or, qui présente plus de 40 œuvres de Brull Viñoles. Deux autres expositions personnelles lui sont consacrées : en 1924 et en 1959.
Les premiers travaux de Brull sont réalistes, mais plus tard dans sa carrière, il se tourne vers le symbolisme, notamment avec des représentations de personnages mythologiques, généralement féminins. Il est également connu pour ses nombreux portraits, dont la majorité représentent des enfants et des mendiants à Barcelone à la fin du XIXe siècle.

## Style
Brull Viñoles commence sa carrière pas des scènes de genre et des tableaux d'histoire mais son style évolue vers plus d'idéalisme et il va beaucoup représenter de femmes à mi-corps. Ses œuvres symbolistes les plus caractéristiques sont exécutées entre 1898 et 1900, notamment son tableau Rêverie (Sueño) qui rappelle le style d'Aman-Jean et d'Ernest Laurent.

### Œuvres
- La Tonsura del rei Wamba, vers 1894, Barcelone, palais Montaner.
- Dona Clara, portrait en buste, au Salon de Bruxelles de 1897[3].
- Gaieté, au Salon de Bruxelles de 1897[3].
- Ensomni, 1898, Barcelone, Círculo del Liceo (es).
- A la llotja, musée national d'Art de Catalogne.
- Sueño, musée national d'Art de Catalogne.
- Portrait de jeune fille (1912), Vilanova i la Geltrú, bibliothèque-musée Víctor Balaguer.

Œuvres de Juan Brull Viñoles
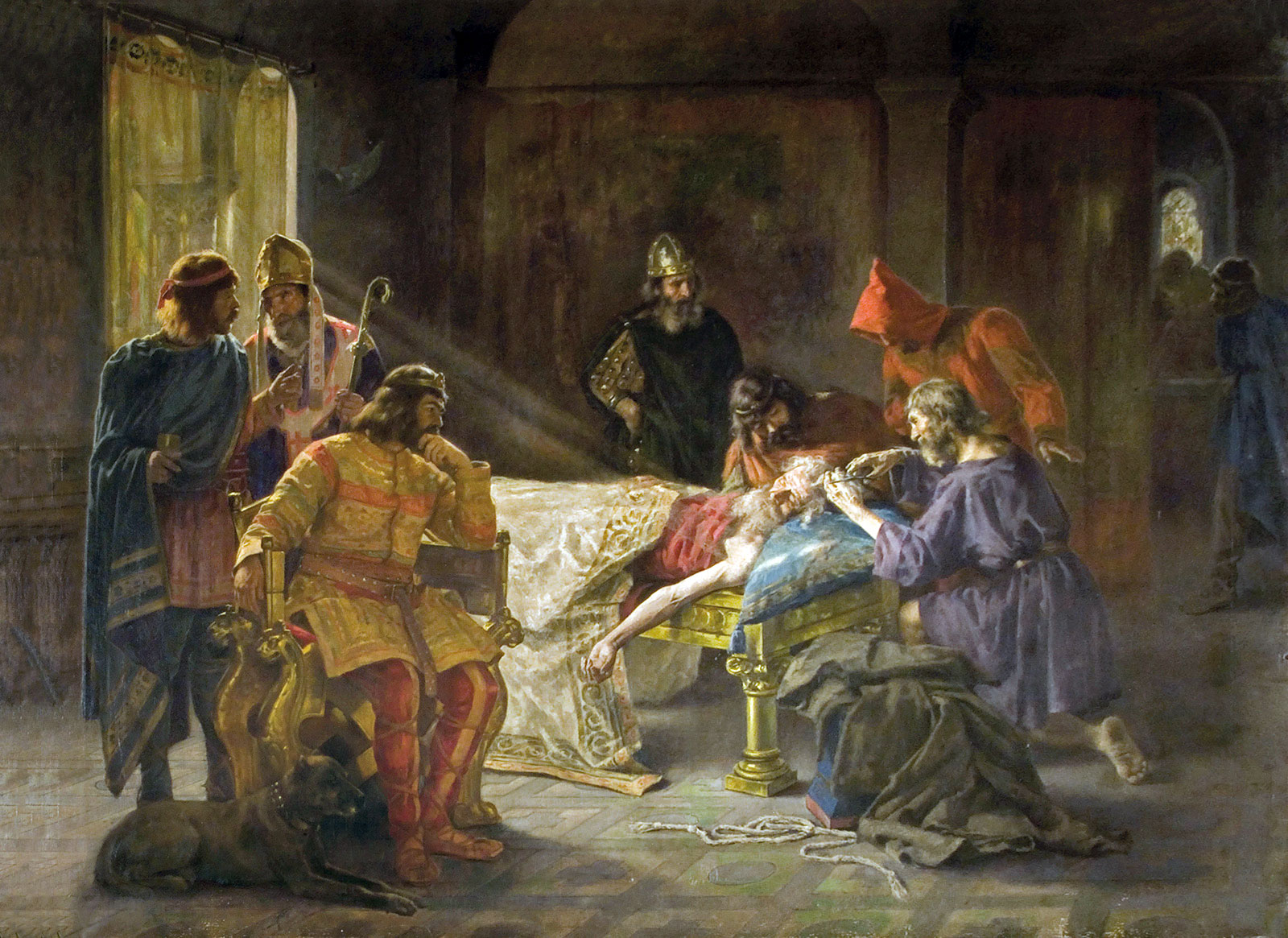
La Tonsura del rei Wamba (vers 1894), Barcelone, palais Montaner.
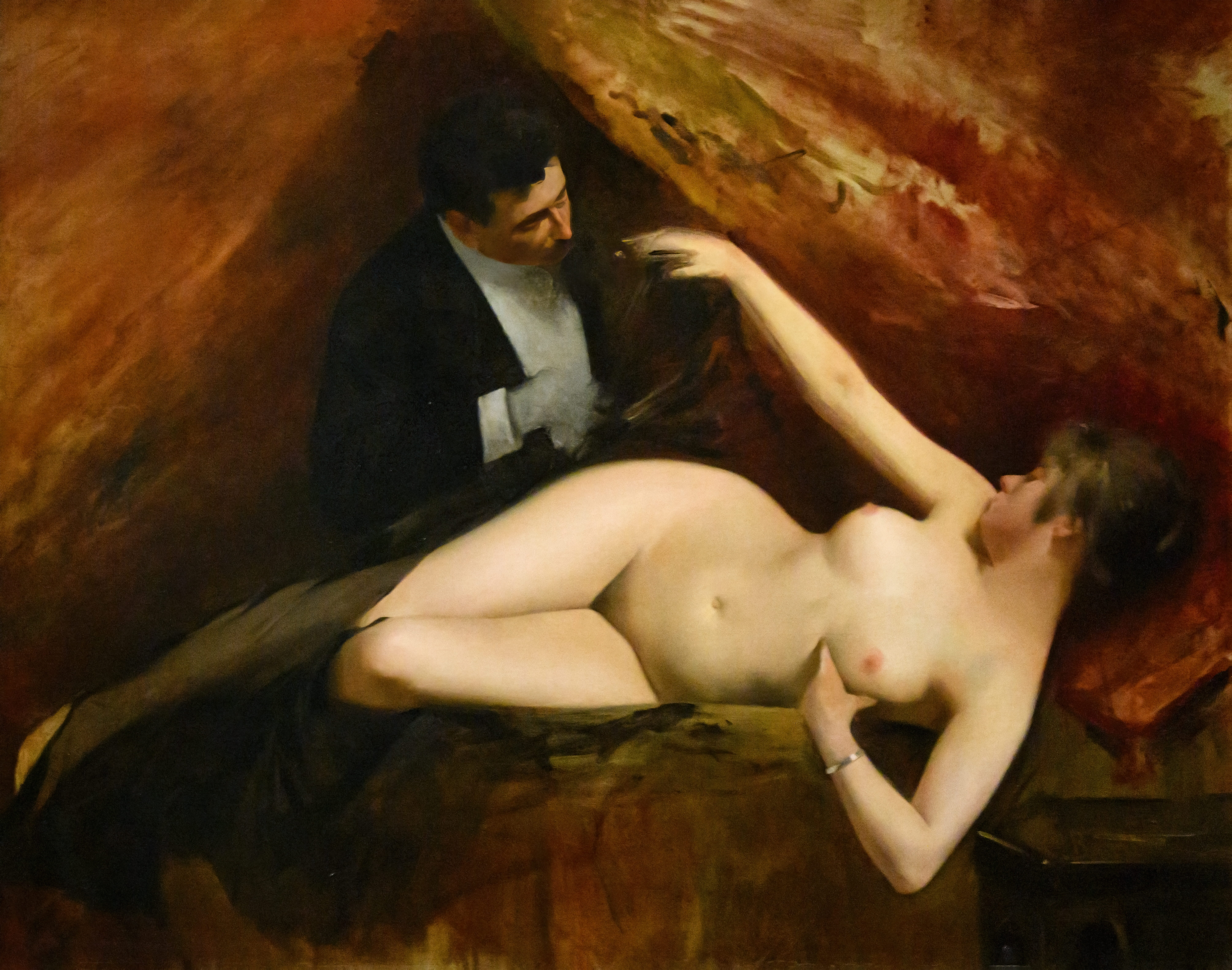
La loge (vers 1904), Barcelone, musée national d'Art de Catalogne.
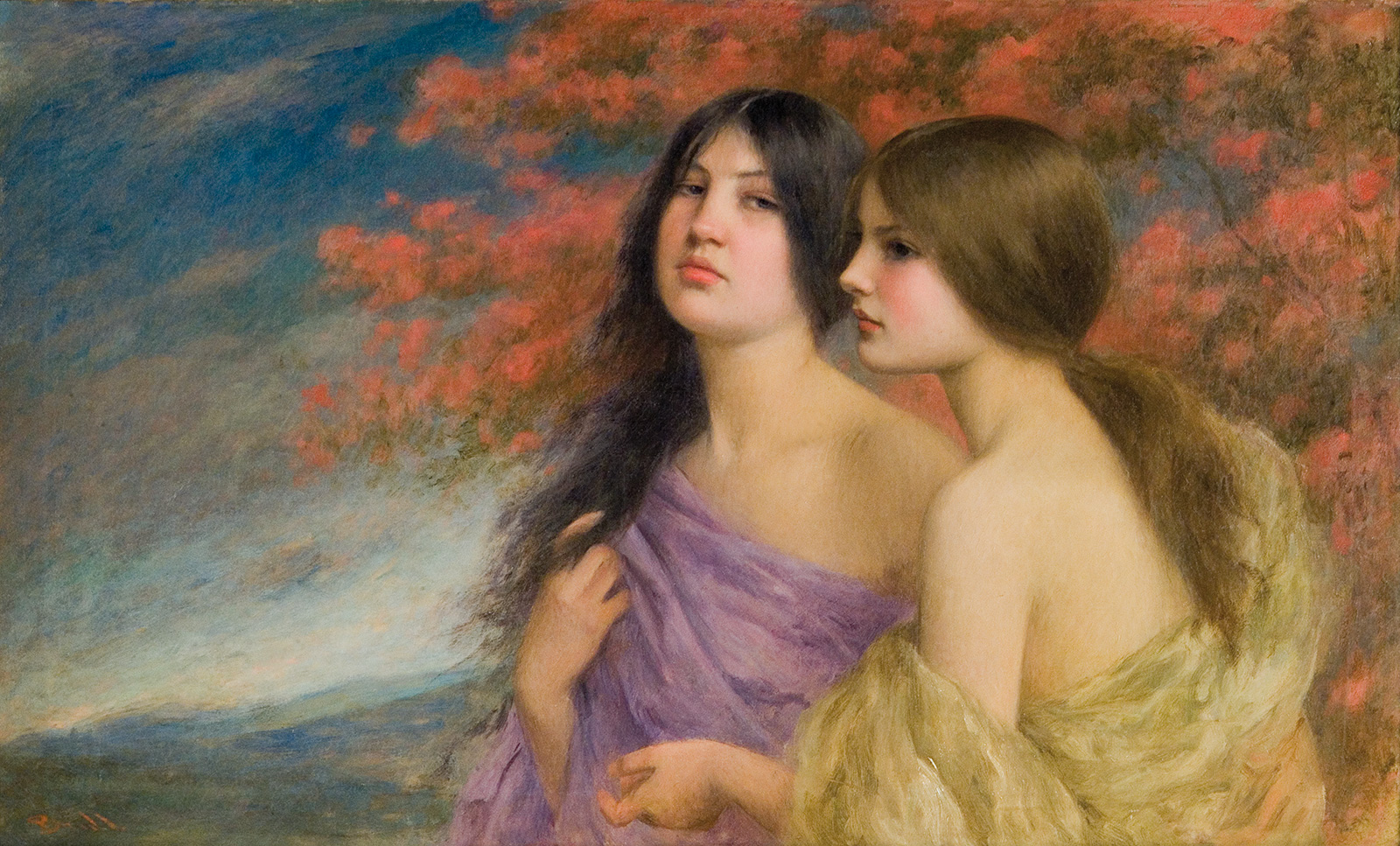
Adelfas (vers 1904), Barcelone, Museo del Modernismo Catalán (en).
Rêve (vers 1905), Barcelone, musée national d'Art de Catalogne.
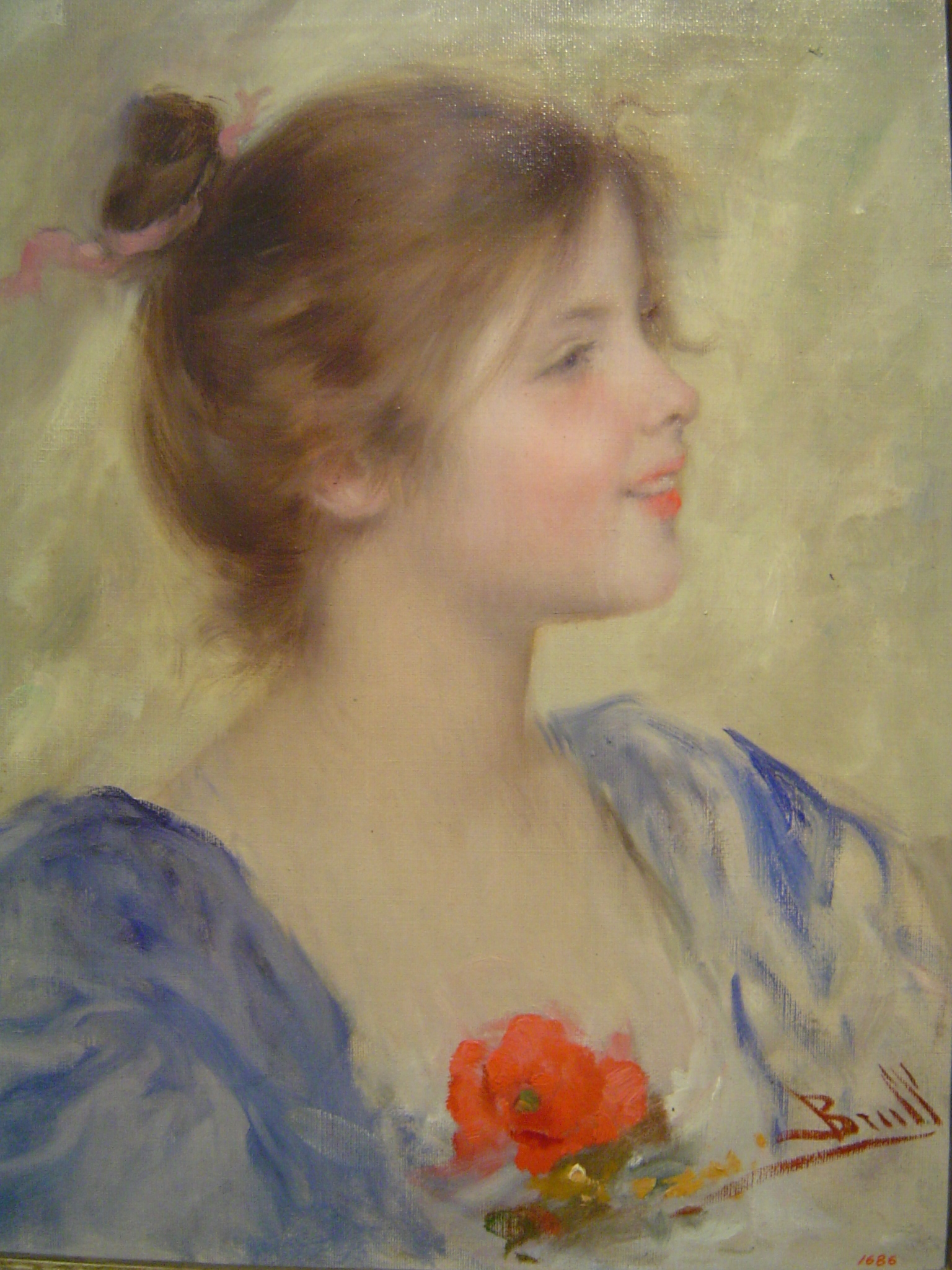
Portrait de jeune fille (1912), Vilanova i la Geltrú, bibliothèque-musée Víctor Balaguer.